# Ritratto di Vincenzo I Gonzaga, duca di Mantova
Il Ritratto di Vincenzo I Gonzaga, duca di Mantova è un dipinto a olio su tela  (108x788 cm) di Frans Pourbus il Giovane, databile al 1600 e conservato nel Kunsthistorisches Museum di Vienna.
Il ritratto faceva parte delle Collezioni Gonzaga.